# Annullamento del matrimonio
L'annullamento del matrimonio è un istituto del diritto civile volto a far perdere efficacia a un matrimonio invalido.

## Cause di invalidità
Il matrimonio è reso invalido da quattro ordini di cause:
- la presenza di un impedimento matrimoniale;
- l'incapacità di intendere e di volere di un coniuge;
- la presenza di un vizio della volontà;
- la simulazione.

### Gli impedimenti
Gli impedimenti sono determinate condizioni soggettive che la legge considera incompatibili con l'assunzione del vincolo matrimoniale, e che quindi precludono al soggetto la possibilità di contrarre il matrimonio.
Gli impedimenti possono essere:
- assoluti (se impediscono al soggetto di sposarsi con qualunque persona);
- relativi (se gli impediscono di sposarsi con una determinata persona);
- dispensabili (se a certe condizioni possono essere superati, cosicché il matrimonio possa celebrarsi ugualmente);
- non dispensabili (nel caso contrario).

#### Impedimenti assoluti
- Età: può contrarre matrimonio solo chi abbia raggiunto la maggior età (18 anni; è però possibile una deroga: può sposarsi chi abbia almeno 16 anni e abbia ottenuto l'autorizzazione del tribunale per i minorenni, che la concede solo dopo aver verificato la maturità psicofisica del richiedente e la serietà dei motivi posti a base della richiesta. Il minore ultrasedicenne che autorizzato si sposa diventa minore emancipato.
- Interdizione giudiziale per infermità di mente (non impediscono invece il matrimonio né l'interdizione legale né l'inabilitazione)
- Non libertà di stato: non può sposarsi chi è vincolato da un matrimonio precedente, civile o concordatario, invece può contrarre matrimonio civile chi risulti sposato con matrimonio solo religioso
- Lutto vedovile: divieto temporaneo di nuove nozze che colpisce solo le donne: la donna non può risposarsi dopo la fine del precedente matrimonio (per annullamento, divorzio, morte del coniuge) se non dopo che sono trascorsi 300 giorni dall'evento che ne ha determinato la fine. La ragione è evitare ogni dubbio sulla paternità dei figli da lei generati: infatti l'impedimento non scatta, o è dispensabile, quando si ha certezza che la donna non può generare figli dal precedente marito.

#### Impedimenti relativi
Gli impedimenti relativi sono quelli derivanti dall'esistenza di rapporti familiari tra gli interessati. Non possono sposarsi tra loro:
- ascendenti e discendenti in linea retta (genitori e figli; nonni e nipoti);
- fratelli e sorelle;
- zii e nipoti (con possibilità di dispensa, mediante autorizzazione del tribunale);
- gli affini in linea retta (come suocero e nuora, suocera e genero);
- gli affini in linea collaterale di secondo grado (i cognati, con possibilità di dispensa);
- persone legate fra loro in base ad adozione.

È impedimento relativo anche quello derivante da delitto: chi è stato condannato per omicidio tentato o consumato non può sposare il coniuge della sua vittima.

### Incapacità del coniuge
È invalido per incapacità naturale il matrimonio contratto da chi, pur senza essere interdetto, risulti incapace d'intendere o di volere per qualunque causa, anche transitoria, al momento della celebrazione.

### I vizi della volontà
I vizi della volontà, causa d'invalidità del matrimonio, sono:
- la violenza (la minaccia esercitata su uno sposo per indurlo al matrimonio);
- il timore di eccezionale gravità, derivante da cause esterne allo sposo: esso deriva da pressioni indirette dell'ambiente familiare-sociale dello sposo;
- l'errore, che rileva solo quando riguarda l'identità della persona dell'altro coniuge o determinate qualità personali dell'altro coniuge, tassativamente indicate, sempre che l'errore risulti determinante del consenso.

### La simulazione
Si ha simulazione del matrimonio quando i coniugi, a margine della celebrazione, fanno un accordo simulatorio con cui stabiliscono di non adempiere gli obblighi e non esercitare i diritti che nascono dal matrimonio. 
La simulazione ricorre quando le parti escludono completamente gli effetti del matrimonio, e ricorre solo se implica l'accordo di ambe le parti: se solo un coniuge manifestasse la volontà di respingere tutti gli effetti del matrimonio, ma senza ottenere su ciò il consenso dell'altro, si avrebbe una semplice riserva mentale, non idonea a invalidare l'atto.

## Legittimazione processuale
In base al criterio della legittimazione a far valere l'invalidità, distinguiamo:
- le invalidità assolute (in cui l'iniziativa di impugnare il matrimonio può essere presa dal P.M., segno dell'interesse pubblico a far cadere il matrimonio invalido, e da tutti coloro che abbiano un interesse legittimo e attuale: è il caso del matrimonio viziato da non libertà di stato, da vincoli familiari tra i coniugi, da impedimento di delitto e da interdizione; nel caso di invalidità per difetto di età la legittimazione è un po' più ristretta: possono agire solo i coniugi, i loro genitori e il P.M.);
- le invalidità relative (in cui legittimati a impugnare il matrimonio sono esclusivamente i coniugi, o più spesso uno soltanto dei coniugi, e cioè quello toccato dalla causa di invalidità, come nei casi di violenza, timore ed errore).

In base al criterio della possibilità di sanare l'invalidità, distinguiamo:
- le invalidità insanabili (in cui la possibilità d'impugnativa resta sempre aperta; vincoli di parentela non disponibili; non libertà di stato);
- le invalidità sanabili, in cui l'impugnativa è esclusa qualora ci sia stata coabitazione tra i coniugi per un anno a partire dalla cessazione del vizio (interdizione, incapacità naturale, violenza, timore ed errore, simulazione): pertanto la possibilità di ottenere l'invalidità matrimoniale si restringe all'arco di tempo di un anno, da computarsi a partire dalla cessazione del vizio.

Una disciplina differente ha il matrimonio viziato da minore età: non può più essere impugnato dopo che sia trascorso un anno dal raggiungimento della maggior età; né dai genitori o dal P.M. quando sia stata raggiunta la maggior età, o ci sia stata procreazione o concepimento, e risulti accertata la volontà dell'interessato di mantenere in vita il matrimonio.

## Riferimenti normativi
- Codice Civile